# Geierstele

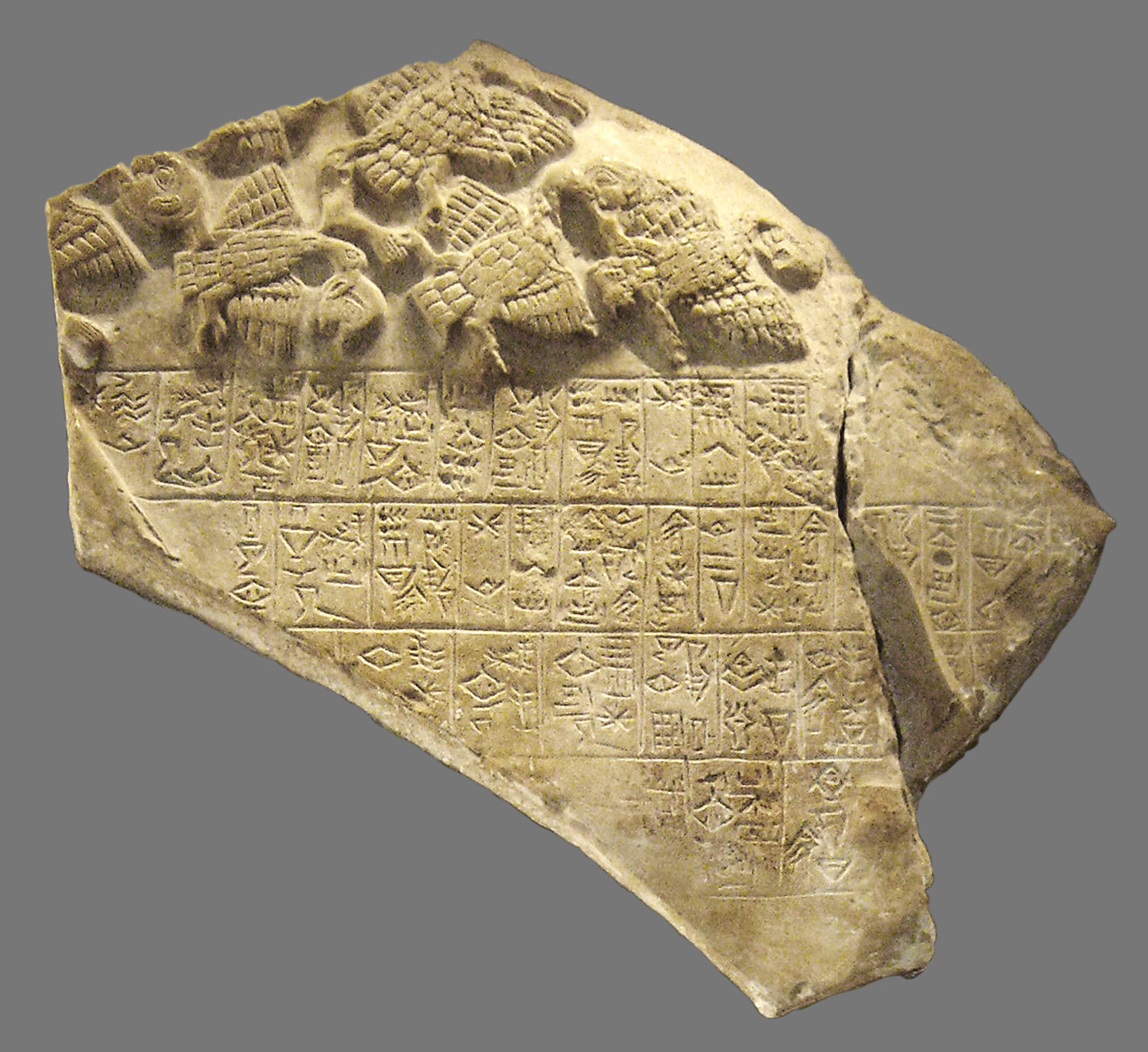
Namensgebendes Bruchstück der Stele

Als Geierstele bezeichnet man eine fragmentarisch erhaltene Stele mit einer Inschrift des sumerischen Königs E-ana-tum der Stadt Lagaš, die nach der mittleren Chronologie um das Jahr 2.470 v. Chr. entstanden sein könnte. Die Bruchstücke der Stele wurden 1878 von Ernest de Sarzec an verschiedenen Stellen des Tempelbezirkes von Telloh entdeckt und befinden sich heute im Louvre in Paris. Ihren Namen erhielt die Stele aufgrund der Darstellung von Geiern in einem der Bruchstücke. Mit ihrer historischen Inschrift gehört sie zu den ältesten historischen Dokumenten überhaupt und bezeugt den Konflikt zwischen den frühdynastischen Stadtstaaten Umma und Lagaš (siehe Lagaš-Umma-Krieg).

## Darstellung

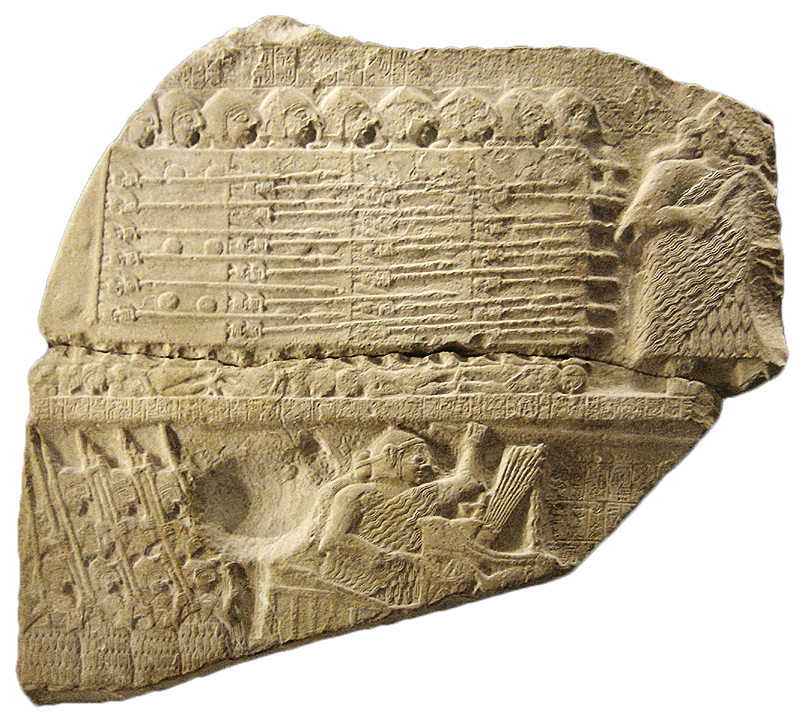
Rückseite des größten Bruchstückes

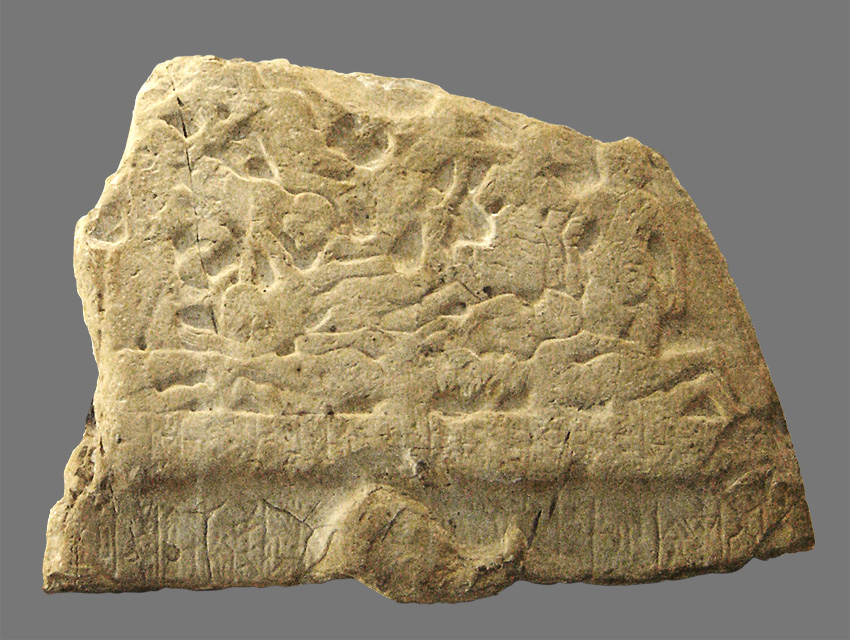
Darstellung der gefallenen Feinde

Die Stele war komplett aus Kalkstein gefertigt. Ihre Maße werden aus den noch vorhandenen Bruchstücken auf ca. 180 cm Höhe, 130 cm Breite und 11 cm Tiefe geschätzt. Sowohl die breiten als auch die Schmalseiten waren reliefiert:
Das größte Bruchstück zeigt auf seiner Vorderseite Ningirsu, den Stadtgott von Lagaš, der in einem Netz gefangene, nackte Feinde mit einer Keule erschlägt. Der Verschluss dieses Netzes hat die Form eines Löwenadlers, evtl. des Anzu.
Auf der Vorderseite der kleineren Bruchstücke befinden sich vermutlich Teile weiterer Gottheiten, von denen eine einen Streitwagen lenkt, während eine andere eine Standarte in Form eines Adlers trägt.
Auf der Rückseite des größten Bruchstücks ist König E-ana-tum in der für Könige üblichen Kleidung (sogenannter Zottenrock und Überwurf) dargestellt, der seine in Schlachtordnung über gefallene Feinde schreitende Phalanx anführt. Im unteren Bereich dieses Bruchstücks ist ein Teil eines Frieses erhalten, auf welchem der König mit einem Speer in der Hand an Bord eines Streitwagens vor seinen mit Speeren marschierenden Truppen erkennbar ist.
Die namensgebenden Geier sind auf einem Bruchstück des oberen Bogenfeldes zu sehen, wie sie menschliche Köpfe davontragen. Ein weiteres Bruchstück dieses Bogenfeldes zeigt die in der Schlacht gefallenen Feinde. Auf einem Bruchstück aus dem unteren Bereich der Stele befinden sich eine Opferszene sowie die Darstellung eines Leichenberges, der vermutlich eine Bestattung in einem Massengrab repräsentieren soll.
Die übrigen Darstellungen der Stele entziehen sich aufgrund der Fragmentierung einer genaueren Beschreibung.

## Hintergrund

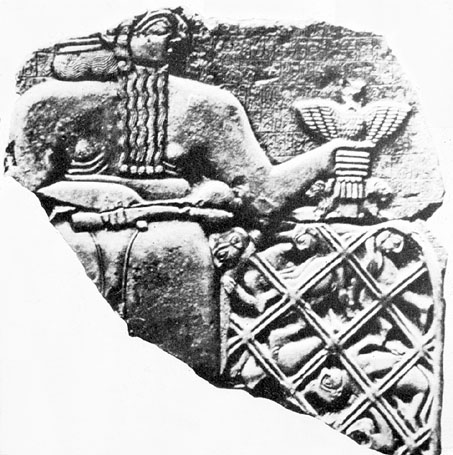
Vorderseite des größten Bruchstücks

Anlass für die Herstellung der Geierstele war der auf ihr eingemeißelte Vertrag zwischen E-ana-tum von Lagaš und dem Fürsten von Umma, der einen lang andauernden Konflikt um Ländereien zwischen den beiden Städten beenden sollte, aus welchem E-ana-tum zuvor als Sieger hervorgegangen war. Dieser Konflikt ist mindestens zweifach bezeugt:

### Spätere Inschrift
Aus einer späteren Inschrift geht hervor, dass Mesilim von Kiš die Grenze zwischen den Städten Umma und Lagaš festgesetzt und mit einer Stele vermarkt habe. Der König von Kiš besaß damals wahrscheinlich eine herausragende Stellung unter den sumerischen Stadtfürsten und konnte als Schiedsperson in Konflikte eingreifen. Uš von Umma habe bei einem Übergriff auf das Gebiet der Nachbarstadt diese Stele dann beseitigt, woraufhin E-ana-tum diese Gebiete zurückerobert, sich Territorien von Umma angeeignet und die neue Grenze mit einem Graben und einer Stele vermarkt habe. Ob es sich bei dieser Stele um die Geierstele handelt ist unklar, da ihre Fragmente in Telloh, den Ruinen der Stadt Girsu gefunden wurden.

### Inschrift der Geierstele
Die Inschrift der Stele berichtet die Ereignisse aus Perspektive E-ana-tums. Demnach habe Umma wiederholt Wasser, Kanäle und Felder von Lagaš benutzt und damit Eigentum des Stadtgottes Ningirsu missbraucht. Nachdem eine Vermittlung durch die Stadt Kiš scheiterte, beantwortete E-ana-tum als Repräsentant des Gottes diesen Missbrauch:
| é-an-na-túm-me    | Eannatum                        |
| ummaki-a          | hat in Umma                     |
| IM--ḫul im-ma-gim | wie einen bösen Regensturm      |
| a-MAR mu-ni-tag4  | dort eine Sturmflut losgelassen |

Nach dem Sieg E-ana-tums wurde dieser von Umma offiziell durch einen Eid vor den Göttern bestätigt und die neue Grenze durch die Stele markiert. Für den Fall eines Friedensbruches solle Umma das auf der Vorderseite der Stele dargestellte Schicksal erleiden, die Vernichtung durch die Götter.